# Ябцьо-джаз
«Капела Яблонського», більш відомий як «Ябцьо-джаз» — український джазовий гурт 1930-х років, один із найпопулярніших музичних колективів Львова, який дав тисячі концертів та зробив популярною та модною українську пісню у тодішній Галичині.

## Історія
Колектив був створений студентами Вищого музичного інституту імені Миколи Лисенка. Засновником та керівником був Леонід Яблонський на прізвисько «Ябцьо», відповідно й гурт звався – «Ябцьо-джаз». За браком коштів музиканти гурту були змушені позичити банджо, барабан, саксофон, а акордеон — купили. Першими піснями, які виконав гурт, були «Параска», «Ти і твої чорні очі», «Прийде ще час».

«Ябцьо-джаз» у Черче

Спочатку «Ябцьо-джаз» виступав у ресторанах та кав'ярнях. Згодом гурт «Ябця» набув популярності у Львові, почав виступав на музичних вечорах, новорічних карнавалах, вечорах «Червоної калини», у курортному Черче. Колектив одним із перших в Україні почав виконувати джазові композиції.
У різні роки до складу «Ябцьо-джаз» входили Леонід Яблонський («Ябцьо») — засновник, керівник та скрипаль, композитор та акордеоніст Богдан Весоловський («Бонді»), піаніст Анатолій Кос-Анатольський («Тацьо»), виконавець та композитор Степан Гумінілович та солістка Ірена Яросевич («Рена»).
За час існування оркестри «Ябцьо-джаз» музики гурту створили чимало популярних музичних творів, найвідомішою із них була пісня-танго «Прийде ще час», опублікована у 1937 році.
«Ябцьо-джаз» часто виступав на «репрезентативних балях», своєрідних вечірках для представників окремих професій — медиків, юристів тощо. Для таких серйозних концертів «Ябцьо-джаз» часто об'єднувався з іще одною капелою під керівництвом Івана Костюка, перетворюючись на справжній оркестр.
У 1938 році колектив «Ябцьо-джаз» розпався.
Леонід Яблонський одружився, у 1942 році виїхав із родиною до Чехії, 1948 року емігрував до Аргентини, а згодом переїхав до Канади в Торонто, де був керівником оркестру, що виконував музику легкого жанру. Помер у 1966 році в Канаді.
Богдан Весоловський переїхав на Закарпаття, щоби взяти участь у творенні Карпатської України, згодом виїхав до Відня для вдосконалення освіти, після Другої світової війни емігрував до Канади, де решту життя працював в українській редакції Міжнародного канадського радіо у Монреалі.
Степан Гумінілович серйозно захопився спортом, вступив до лав ОУН, активно брав участь в підпільній праці. Після закінчення інституту Гумінілович повернувся в Коломию де керував кількома організованими ним хорами, виступав у коломийській футбольній дружині «Довбуш». Був арештований за підпільну діяльність. Після виходу з в'язниці вступив добровольцем до дивізії «Галичина» — брав участь в битві під Бродами, з дивізією був у Словаччині, Австрії, Югославії. Після Другої світової війни емігрував спочатку до Чилі, потім Арґентини та Канади.
Ірена Яросевич у 1940 році стала солісткою «Тео-джазу», який був утворений при обласній філармонії з числа польських євреїв. Вийшла заміж за польського співака Ґвідона Боруцького. Восени 1941 року стала членкинею мистецької одиниці Армії Андерса. Після Другої світової війни Рената Богданська вийшла вдруге заміж за польського генерала Владислава Андерса.
Анатолій Кос-Анатольський весь час перебував на теренах Західної України. Після Другої світової війни став членом Львівського обласного відділення Спілки радянських композиторів України, працював концертмейстером Львівського драматичного театру, а від 1952 — викладачем Львівської консерваторії імені М. Лисенка.